# Couvent des Dominicains de Rouen
Le couvent des Dominicains est situé à Rouen, en France. Rénové en 2013, il s'agit désormais d'une résidence privée d'une trentaine d'appartements du T1 au T4. La chapelle est en cours de rénovation afin de réaliser un open-space pour des entreprises privées. L'achèvement des travaux de rénovation de la chapelle est prévu pour novembre 2016. 

## Localisation
Le couvent des Dominicains est situé dans le département français de la Seine-Maritime, sur la commune de Rouen, au 24 rue de Joyeuse.

## Historique
Les façades et les toitures des bâtiments conventuels, ainsi que le cloître et la chapelle sont inscrits au titre des monuments historiques en 1976.